# Royal Rumble 1989
Royal Rumble 1989 fu la seconda edizione dell'omonimo pay-per-view organizzato dalla World Wrestling Federation, il primo trasmesso come pay-per-view. Si tenne al Lakewood Church Central Campus a Houston, Texas.
Il main event fu il Royal Rumble match a 30 uomini (l'edizione precedente fu a 20 uomini) vinto da Big John Studd, che eliminò per ultimo Ted DiBiase. I match principali nell'undercard furono quelli tra Jim Duggan e The Hart Foundation contro Dino Bravo e The Fabulous Rougeaus (Jacques e Raymond Rougeau), tra Rockin' Robin e Judy Martin per il WWF Women's Championship e tra King Haku e Harley Race.

## Storyline
Il main event fu tra le 30 superstar provenienti da tutta la World Wrestling Federation scelte per partecipare al Royal Rumble match, che per la prima volta vide partecipare 30 uomini. Big John Studd tornò in WWF alla fine del 1988 e divenne face, dopo aver abbandonato l'ex manager Bobby Heenan, e poi iniziò una faida con il principale cliente di Heenan, André the Giant. A Mr. Perfect, arrivato nell'estate del 1988 come heel, inoltre fu data la gimmick del lottatore imbattuto e "perfetto" in tutto. A Bad News Brown fu data la gimmick del wrestler heel arrogante e rissoso, che era nemico di tutti i wrestler, sia face che heel. Alla fine, anche il suo nome fu inserito nel match. Molti wrestler che facevano parte di tag team furono inseriti nella lista dei partecipanti alla "rissa reale". I Mega Powers (Hulk Hogan e il WWF Champion Randy Savage) furono coinvolti in un feud con i Twin Towers (Akeem e The Big Boss Man) dal novembre 1988. Alle Survivor Series 1988, i Mega Powers erano risultati gli unici sopravvissuti del loro team nel match ad eliminazione contro i Twin Towers. Poco dopo Mega Powers e Twin Towers cominciarono ad essere in disaccordo e firmarono un contratto per partecipare al Royal Rumble match.
La seconda faida dell'evento contrappose Jim Duggan e Dino Bravo contro i The Fabulous Rougeaus (Jacques e Raymond Rougeau). Da quando debuttò in WWF nei primi mesi del 1987, Duggan utilizzò la gimmick del patriota americano, arrivando sul ring con una bandiera americana e iniziò delle faide con dei wrestler non americani nel roster della WWF (come Nikolai Volkoff). Nei primi mesi del 1989, Duggan iniziò una faida con i franco-canadesi Bravo e i fratelli Rougeau, e li batté in diversi tag team match). In un house show del 6 gennaio a Montréal, Duggan, in coppia con Hulk Hogan e Ron Garvin, sconfisse Bravo e i Rougeaus. Fu scelto per lottare contro Bravo e i Rougeaus in un two out of three falls match a Royal Rumble, e scelse gli Hart Foundation (Bret Hart e Jim Neidhart). Gli Hart e i fratelli Rougeaus erano in lotta tra di loro sin dal 1987. I Rougeaus sfidarono gli Hart senza successo diverse volte per il WWF Tag Team Championship nell'estate del 1987, ma non riuscirono mai a diventare campioni di coppia.

## Evento

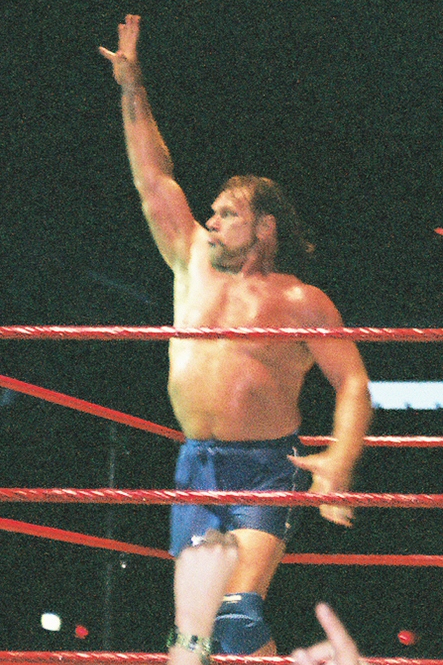
Jim Duggan, che insieme a The Hart Foundation in un two out of three falls match sconfisse Dino Bravo e The Fabulous Rougeaus

Prima che l'evento fosse trasmesso in diretta in pay-per-view, ci furono due dark match: uno tra Jim Powers e Barry Horowitz, vinto dal primo, e il secondo tra Sam Houston e Steve Lombardi, dove trionfò Houston. Il primo match dal vivo fu un two out of three falls match, dove Jim Duggan e gli Hart Foundation (Bret Hart e Jim Neidhart) affrontarono Dino Bravo e The Fabulous Rougeaus (Jacques e Raymond Rougeau). Neidhart e Bravo iniziarono la contesa. Duggan prese il cambio e Bravo lo diede a Raymond. Jim immobilizzò Raymond e lo colpì con una scoop slam e una Old Glory. Duggan diede poi il cambiò a Bret, che schienò Raymond con una inside cradle, ma il conteggio si interruppe a 2. Poi schienò nuovamente Raymond con una sunset flip pinfall e poi lo attaccò con una diving crossbody, seguita da un altro schienamento, che si fermò anche stavolta a 2. Jacques prese il cambio e ottenne un quasi-schienamento dopo aver eseguito una sunset flip su Hart ma egli lo colpì con una clothesline e lo lanciò all'angolo. I partner di Jacques tentarono di aiutarlo, ma Neidhart li bloccò con una shoulder block. Raymond tirò le corde causando la caduta di Hart sul pavimento. Dino lo colpì con un side suplex sul ring, ma invece di schienarlo diede il cambio a Raymond che colpì Bret con una Bombe de Rougeau, e poi lo schienò ottenendo la prima eliminazione. I fratelli Rougeau continuarono ad attaccare Bret, che fu catturato in un boston crab da Jacques. Hart riuscì poi a raggiungere il suo angolo. Jacques cercò di colpirlo con un bulldog, ma Bret neutralizzò la mossa e la invertì in una inverted atomic drop. Duggan prese il cambio e colpì Raymond con una scoop slam, seguita da una forearm smash da parte di Neidhart. Egli colpì Bravo con una shoulder block e Duggan colpì Raymond con un'elbow drop e lo schienò, ottenendo la seconda eliminazione. Bravo prese il cambio e colpì Duggan con un'atomic drop, e lanciò Duggan all'angolo, dove diede il cambio a Hart. Bret attaccò Dino con un backbreaker, ma Raymond lo spinse dalle corde quando Hart cercò di colpire Bravo con una elbow drop. Tutti e sei gli uomini cominciarono una rissa generale. Mentre l'arbitro era distratto, Duggan colpì Bravo con la sua 2x4 (la sua spranga di legno). Hart lo schienò, ottenendo la terza eliminazione e quindi la vittoria. Poi ci fu un posedown tra il WWF Intercontinental Championship The Ultimate Warrior e Rick Rude. Il vincitore sarebbe stato scelto dalla reazione dei fan. Ci furono quattro categorie: "Double Biceps", "Best Abs", "Most Muscular" e "Medley of Poses". Warrior vinse tutti i confronti. Rude, tuttavia, attaccò Ultimate con la sua sbarra di allenamento di metallo. Il secondo match fu per il WWF Women's Championship tra la campionessa in carica Rockin' Robin e Judy Martin. Prima che la contesa iniziasse, l'ex campionessa Sensational Sherri salì sul ring e sfidò la vincitrice a un match futuro per il titolo sostenendo che nessuna sarebbe potuta essere una vera donna come lei. Poi entrarono Gorilla Monsoon e Jesse "The Body" Ventura al tavolo dei commentatori. Robin e Martin rischiarono più volte di venire schienate. Tuttavia, alla fine, Robin colpì Martin con una Diving crossbody e la schienò vincendo la contesa e mantenendo il titolo. Il terzo match fu tra King Haku e Harley Race. Il vincitore della contesa avrebbe vinto la corona "King of Wrestling", detenuta da Haku. Race iniziò il match colpendo Haku con un knee lifts e un suplex. Harley colpì Haku con un piledriver, ottenendo un quasi-schienamento, e poi lo attaccò con un suplex. A quel punto lo schienò, ma anche stavolta il conto si fermò a 2. Sbagliò un elbow drop su Race ed entrambi gli uomini finirono a terra. Successivamente King Haku eseguì un backdrop su Race quando egli stava cercando di attaccarlo con un piledriver. Race colpì l'avversario con uno swinging neckbreaker. Haku rimontò colpendo Harley con dei chops, ma sbagliò una flying splash. Race poi mancò una diving headbutt. Entrambi gli uomini si alzarono e Race corse verso le corde ma Haku lo colpì con un thrust kick vincendo la contesa. Questo match fu eliminato dalla versione in VHS della Coliseum Video ma fu incluso nell'edizione della Royal Rumble Anthology in DVD.
| Ruolo:         | Nome:                                           |
| -------------- | ----------------------------------------------- |
| Commentatori   | Gorilla Monsoon                                 |
| Commentatori   | Jesse Ventura                                   |
| Commentatori   | Sensational Sherri (Women's Championship match) |
| Intervistatori | Gene Okerlund                                   |
| Intervistatori | Sean Mooney                                     |
| Ring announcer | Howard Finkel                                   |
| Ufficiali      | Chief Jay Strongbow                             |
| Arbitri        | Earl Hebner                                     |
| Arbitri        | Joey Marella                                    |

Il main event fu, il royal rumble match. Questa, fu la prima ad avere 30 uomini e la prima ad essere trasmessa in pay-per-view. I WWF Tag Team Champion Demolition entrarono con i numeri 1 e 2 nel match. I due campioni di coppia combatterono uno contro l'altro fino a quando il terzo partecipante, André the Giant, entrò sul ring. Combatterono insieme contro André fino a quando Mr. Perfect entrò con il numero quattro. André eliminò Smash mentre Perfect e Ax iniziarono a coalizzarsi contro di lui. Ronnie Garvin entrò con il numero cinque e aiutò "The Perfect One" ed Ax ad eliminare André, che era il più grande uomo nel match. Greg Valentine entrò con il numero sei, mentre André eliminò Garvin. Perfect, Ax e Valentine cercarono di eliminare André fino a quando entrò Jake Roberts con il numero sette. Questo rese Roberts il primo uomo a partecipare a due edizioni della Royal Rumble. Gli altri partecipanti lasciarono André, e Roberts lo attaccò da solo. Il gigante soffocò Roberts e lo gettò oltre la terza corda. Ron Bass entrò con il numero otto. Ax e Bass lottarono a vicenda mentre Perfect e Valentine si allearono per eliminare André; quest'ultimo alla fine prese il sopravvento e, dopo aver messo KO Perfect, iniziò a soffocare Valentine finché non fu privo di sensi. Uno dei membri dei The Rockers, Shawn Michaels, entrò con il numero nove. Perfect colpì Ax con un back body drop oltre la terza corda, eliminandolo. Cercò poi di eliminare Michaels ma quest'ultimo utilizzò un skin the cat per tornare nel ring e provò ad eliminare Perfect. Butch Miller, uno dei membri dei The Bushwhackers entrò con il numero dieci. Jake Roberts tornò e gettò il suo serpente Damien all'interno del ring. André vide il serpente, e preso dal panico si autoeliminò uscendo dal ring. Poi Roberts prese il suo serpente e se ne andò soddisfatto. The Honky Tonk Man entrò nel ring con il numero undici. Honky e Valentine cercarono di eliminare Michaels ma non riuscirono nel loro intento, poi Tito Santana, uno dei membri degli Strike Force, entrò con il numero dodici. Inizialmente egli attaccò Perfect, e poi si concentrò su Greg. Bass e Mr. Perfect eseguirono un double suplex su Michaels. Quindi fu la volta di Bad News Brown con il numero tredici. Santana e Butch eliminarono Honky Tonk mentre Brown si concentrò su Michaels fino a quando il tag team partner di Michaels, Marty Jannetty, entrò con il numero quattordici. Entrambi si riunirono ed eliminarono Ron Bass. Santana colpì Valentine con una flying forearm smash. Uno dei membri dei Mega Powers, il WWF Champion Randy Savage, entrò con il numero quindici. Valentine colpì Savage con un Hammer Drop e cercò di eliminarlo, ma Savage riuscì a scampare al pericolo. Santana aiutò "Macho Man" ad attaccare Greg fino a quando uno dei membri dei Brain Busters, Arn Anderson, entrò con il numero sedici. Savage colpì Valentine con un backdrop, mandandolo oltre la terza corda. Poi Anderson e Savage attaccarono Michaels con un clothesline eliminandolo. Jannetty si concentrò allora su Anderson. Il tag team partner di Anderson, Tully Blanchard, entrò con il numero diciassette. Jannetty a quel punto si concentrò su Blanchard. Perfect e Savage si scambiarono diversi colpi. Arn aiutò Blanchard a colpire Jannetty con una spinning spinebuster. Il tag team partner di Savage, Hulk Hogan, entrò con il numero diciotto ed eliminò Mr. Perfect. Tuttavia, "The Perfect One" ottenne il record di longevità sul ring, con una presenza complessiva di 27:58. Santana fu eliminato poco dopo da Savage e Anderson, e poi Brown e Hogan rischiarono di essere eliminati. Il tag team partner di Butch, Luke Williams, entrò con il numero diciannove. Poi Butch fu eliminato da Hogan e Brown, lasciando sei uomini sul ring. Hogan e Savage si allearono per eliminare gli altri quattro uomini: Brown, Anderson, Blanchard e Luke. Koko B. Ware entrò con il numero venti e attaccò con dei dropkick i 6 wrestler (tranne i Mega Powers). Anderson si arrampicò oltre la terza corda, ma Hogan lo attaccò con una scoop slam. Koko attaccò Hogan, ma egli lo buttò fuori dal ring, eliminandolo. Hogan attaccò i Brainbusters e poi eliminò Luke. Hogan eliminò anche Arn Anderson e Tully Blanchard. Warlord, uno dei membri dei Powers of Pain, entrò con il numero ventuno, ma non appena entrò sul ring, venne eliminato da "The Immortal" Hulk Hogan. Warlord stabilì il record negativo del minor tempo sul ring, resistendo solo 2 secondi, un record che venne battuto 20 anni dopo, quando Santino Marella, a Royal Rumble 2009, fu eliminato dopo solo 1 secondo dalla sua entrata sul ring. Brown e Savage lottarono duramente, fino a quando Hogan gettò entrambi fuori dal ring. Savage rimproverò Hogan, causando la lenta rottura dei Mega Powers. I due cercarono di picchiarsi, ma prima che questo accadesse arrivò Miss Elizabeth (la loro manager) a placare gli animi. Uno dei membri dei Twin Towers, The Big Boss Man, entrò con il numero ventidue. Hogan provò ad attaccarlo con una scoop slam, ma egli lo colpì con una corner avalanche seguita da un piledriver. Hogan cercò di sbarazzarsi di Boss, fino a quando il suo tag team partner, Akeem, entrò con il numero ventitré. Il duo collaborò per eliminare Hogan, e alla fine riuscì ad escludere Hogan dalla contesa. Un amico di Hogan, Brutus Beefcake, entrò poi con il numero ventiquattro. Nonostante fosse stato ufficialmente eliminato, Hogan rimase a bordo ring e si scontrò con Boss Man all'esterno del quadrato. Dopo l'intervento degli arbitri, Bog Boss rientrò sul ring e i Twin Towers collaborarono per attaccare Beefcake fino a quando Hogan tirò giù la corda facendo cadere Boss fuori dal ring, e quindi egli fu eliminato dalla contesa. Il duo ricominciò la rissa per tutto il backstage fino agli spogliatoi. Con quest'ultima eliminazione, Hogan batté il record di eliminazioni in un singolo Royal Rumble match, eliminando dieci wrestler. Akeem cercò di eliminare Beefcake fino a quando The Red Rooster entrò con il numero venticinque. Rooster e Beefcake collaborarono per eliminare Akeem fino a quando il tag team partner di Warlord, The Barbarian, entrò con il numero ventisei e attaccò Red Rooster e Brutus, "salvando" Akeem. Poi si concentrò solo su Beefcake mentre Rooster venne attaccato da Akeem con una 747 Splash. Big John Studd entrò con il numero ventisette ed eliminò Akeem. Quindi Hercules entrò con il numero ventotto seguito da Rick Martel, che entrò di conseguenza con il numero ventinove. Tutti i wrestler cominciarono a lottare nel ring, fino a quando entrò l'ultimo concorrente della contesa, ovvero Ted DiBiase. Secondo la storyline, egli aveva comprato il numero trenta, per avvantaggiarsi. Poi eliminò Rooster e si concentrò su Hercules, che DiBiase aveva acquistato come "schiavo". Beefcake salvò DiBiase e attaccò Hercules. Ted successivamente con Barbarian eliminò diversi uomini dal ring, e quindi gli unici partecipanti rimasti furono Akeem, Barbarian, Studd, Martel e DiBiase. Barbarian attaccò Martel ma egli fu in grado di evitare una clothesline dall'avversario. Poi colpì Barbarian con un dropkick oltre la terza corda, eliminandolo. Martel provò a colpire Akeem con una diving crossbody, ma quest'ultimo lo prese e lo gettò oltre la terza corda. Akeem, Studd e DiBiase erano gli unici partecipanti al Royal Rumble match. DiBiase e Akeem lavorarono insieme per qualche minuto su Big John prima di iniziare a litigare tra loro. Studd ne approfittò e gettò Akeem fuori dal quadrato. A quel punto Studd e Biase furono gli ultimi due partecipanti. Studd attaccò DiBiase con un butterfly suplex. Dopo una clothesline, Studd gettò DiBiase oltre la terza corda eliminandolo e vincendo la Royal Rumble 1989.

## Conseguenze
Royal Rumble fu una parte significativa della rottura dei Mega Powers. Hulk Hogan accidentalmente eliminò Randy Savage dalla contesa. Il 3 febbraio, nell'edizione di Saturday's Night Main Event, Hogan e Savage affrontarono i Twin Towers (Akeem e Big Boss Man) in un tag team match, pieno di polemiche. Durante il culmine della contesa, Akeem gettò Savage su Elizabeth e Hogan, per soccorrere la ragazza, lasciò da solo Savage sul ring in balia dei due avversari. Quando Hogan tornò, "Macho Man" lo prese a schiaffi, e dopo aver preso la cintura, se ne andò. Hogan alla fine riuscì a vincere il match anche da solo, e poco dopo iniziò un'accesa discussione con Savage nel backstage. Macho Man dichiarò che Hogan era geloso di lui, e che lui avrebbe sconfitto Hogan in un match per il titolo. Hogan cercò di convincere Savage a non sfidarlo per il titolo e quindi a rompere il loro tag team, ma non ebbe successo, infatti Macho Man divenne un heel, attaccando Hulk e Brutus Beefcake, che era intervenuto in favore di Hulk.
Hogan e Savage poi iniziarono un feud uno contro l'altro, che culminò in un match a WrestleMania V soprannominato "The Mega Powers Explode", dove Savage, che aveva vinto il WWF Championschip un anno prima a WrestleMania IV grazie all'aiuto di Hogan nel suo angolo. Questa volta invece avrebbe dovuto affrontare il suo ex amico per il titolo mondiale. Hogan sconfisse Savage vincendo il titolo e ponendo così fine al regno di Savage come WWF Champion durato 371 giorni.
Roberts e André The Giant continuarono la loro faida durante il resto dell'inverno del 1989, con il rientrante Big John Studd che fu coinvolto nel loro match a WrestleMania V (infatti fu l'arbitro speciale della contesa).
The Ultimate Warrior giurò vendetta a Rick Rude per il suo attacco dopo il posedown, a cui Rude rispose che voleva un match per l'Intercontinental Championship detenuto da Warrior. A WrestleMania V Rick vinse il titolo, grazie a delle interferenze esterne del suo manager Bobby "The Brain" Heenan che aiutò il suo cliente a schienare l'avversario. Rude quindi diventò il primo campione della Heenan's Family.
Il match tra Rockin' Robin e Judy Martin per il WWF Women's Championship fu la prima contesa per il titolo femminile ad essere trasmessa in un pay-per-view importante da almeno 5 anni. La Robin lasciò l'azienda nel giugno 1989 e pian piano la gente cominciò a disinteressarsi del titolo femminile, che quindi venne ritirato nel febbraio 1990. Il titolo rimase vacante fino al 1993, quando Alundra Blayze vinse un torneo con in palio il titolo femminile, diventando così campionessa mondiale WWF.

## Risultati
| #          | Match | Stipulazioni                                  | Durata  |
| ---------- | --- | --------------------------------------------- | ------- |
| Dark match | Jim Powers ha sconfitto Barry Horowitz                                                                                    | Single match                                  | -       |
| Dark match | Sam Houston ha sconfitto Steve Lombardi                                                                                   | Single match                                  | -       |
| 1          | Jim Duggan, Bret Hart e Jim Neidhart hanno sconfitto Dino Bravo e The Fabulous Rougeaus (con Frenchy Martin e Jimmy Hart) | Two out of three falls Six-man tag team match | 15:42   |
| 2          | Rockin' Robin (c) ha sconfitto Judy Martin                                                                                | Single match per il WWF Women's Championship  | 16:24   |
| 3          | King Haku (con Bobby Heenan) ha sconfitto Harley Race                                                                     | Single match                                  | 09:01   |
| 4          | Big John Studd ha vinto eliminando per ultimo Ted DiBiase                                                                 | Royal rumble match                            | 1:04:53 |

## Royal Rumble match
– Vincitore
L'intervallo di tempo tra l'entrata di un wrestler e il successivo era di circa 2 minuti.
| Ordine di entrata | Wrestler           | Ordine di eliminazione | Eliminato da                    | Permanenza sul ring |
| ----------------- | ------------------ | ---------------------- | ------------------------------- | ------------------- |
| 1                 | Ax                 | 4                      | Mr. Perfect                     | 14:37               |
| 2                 | Smash              | 1                      | André the Giant                 | 04:55               |
| 3                 | André the Giant    | 5                      | Autoeliminatosi                 | 14:55               |
| 4                 | Mr. Perfect        | 11                     | Hulk Hogan                      | 27:58               |
| 5                 | Ronnie Garvin      | 2                      | André the Giant                 | 02:39               |
| 6                 | Greg Valentine     | 8                      | Randy Savage                    | 19:52               |
| 7                 | Jake Roberts       | 3                      | André the Giant                 | 02:08               |
| 8                 | Ron Bass           | 7                      | Sean Michaels e Marty Jannetty  | 12:36               |
| 9                 | Shawn Michaels     | 9                      | Arn Anderson e Randy Savage     | 14:30               |
| 10                | Bushwacker Butch   | 13                     | Hulk Hogan e Bad News Brown     | 18:13               |
| 11                | The Honky Tonk Man | 6                      | Bushwacker Butch e Tito Santana | 04:12               |
| 12                | Tito Santana       | 12                     | Randy Savage e Arn Anderson     | 12:47               |
| 13                | Bad News Brown     | 20                     | Hulk Hogan                      | 16:24               |
| 14                | Marty Jannetty     | 10                     | Tully Blanchard e Arn Anderson  | 07:52               |
| 15                | Randy Savage       | 19                     | Hulk Hogan                      | 12:26               |
| 16                | Arn Anderson       | 16                     | Hulk Hogan                      | 10:00               |
| 17                | Tully Blanchard    | 17                     | Hulk Hogan                      | 08:02               |
| 18                | Hulk Hogan         | 21                     | Akeem e Big Boss Man            | 11:31               |
| 19                | Bushwacker Luke    | 15                     | Hulk Hogan                      | 03:09               |
| 20                | Koko B. Ware       | 14                     | Hulk Hogan                      | 01:08               |
| 21                | The Warlord        | 18                     | Hulk Hogan                      | 00:02               |
| 22                | Big Boss Man       | 22                     | Hulk Hogan                      | 04:18               |
| 23                | Akeem              | 28                     | Big John Studd                  | 18:36               |
| 24                | Brutus Beefcake    | 24                     | The Barbarian e Ted DiBiase     | 13:56               |
| 25                | The Red Rooster    | 23                     | Ted DiBiase                     | 11:17               |
| 26                | Barbarian          | 26                     | Rick Martel                     | 11:15               |
| 27                | Big John Studd     | -                      | VINCITORE                       | 12:21               |
| 28                | Hercules           | 25                     | The Barbarian e Ted DiBiase     | 06:11               |
| 29                | Rick Martel        | 27                     | Akeem                           | 05:29               |
| 30                | Ted DiBiase        | 29                     | Big John Studd                  | 06:27               |